# Benedetto Biscop
Benedetto Biscop (Northumbria, 628 – Abbazia di Wearmouth-Jarrow, 12 gennaio 690) è stato un abate inglese, maestro di Beda il Venerabile. È venerato come santo dalla Chiesa cattolica e da quella anglicana, che ne celebrano la memoria il 12 gennaio.

## Biografia
Dopo essere stato ufficiale di re Oswiu, all'età di 25 anni decise di prendere i voti seguendo la Regola di San Benedetto. Nel 674 fondò il monastero di San Pietro a Wearmouth (oggi parte di Sunderland), in un territorio concesso da Ecgfrith di Northumbria (figlio di Oswiu) e vi costruì una biblioteca. Nel 682, invece, fondò il monastero di San Paolo a Jarrow.
Fu il maestro di Beda il Venerabile, che gli fu affidato dai genitori quando aveva sette anni affinché ne curasse la formazione.
Nel corso della sua vita compì sei pellegrinaggi a Roma, durante i quali si preoccupò anche di studiare la vita e le istituzioni monastiche degli altri paesi, al fine di costruire un modello monastico per l'Inghilterra. E proprio a questo fine raccolse libri, documenti iconografici, reliquie di santi, paramenti sacri e altri oggetti, che potessero favorire un culto in perfetta sintonia con la Chiesa romana. Tornando dal suo sesto pellegrinaggio, trovò le istituzioni da lui create semidistrutte da un'epidemia.
Morì nel 690 e fu sepolto nella chiesa dell'abbazia di Thorney.